# Franz Harrer
Franz Harrer (* 21. Oktober 1907 in Langen am Arlberg; † 4. August 2001 in Bludenz) war ein österreichischer alpiner und nordischer Skisportler und Trainer. Er erreichte in den 1930er-Jahren zahlreiche Siege und Podestplätze bei internationalen Rennen – vorwiegend im alpinen Skisport – und führte als Trainer im Ski-Club Arlberg einige Nachwuchstalente an die Weltspitze heran.

## Biografie
Nach Erfolgen im Juniorenbereich – 1922 siegte er beim Jugendskitag in St. Anton – gelang Harrer 1929 der erste größere Sieg beim Abfahrtslauf am Golm, den er 1931 und 1932 wiederholte. 1930 und 1932 gewann er die Abfahrt auf der Silvretta, ebenfalls 1932 eine Abfahrt auf der Schesaplana und die Alpine Kombination in Warth, wo er 1933 im Slalom siegte. Auch im nordischen Skisport erzielte Harrer einige Erfolge, darunter der Sieg beim Eröffnungsspringen auf der Lecher Sprungschanze 1931 und der Gewinn des 18-km-Laufes im Rahmen der Österreichischen Meisterschaften 1932. Zunehmend konzentrierte er sich aber auf die alpinen Disziplinen.
Im Winter 1934 feierte Harrer Siege in Abfahrt, Slalom und Kombination von Warth sowie bei den Madlochrennen in Lech. Internationale Aufmerksamkeit erregte er vor allem durch seine drei dritten Plätze bei den Arlberg-Kandahar-Rennen in St. Anton. In der Saison 1934/1935 siegte Harrer bei den jugoslawischen Meisterschaften, ebenso gewann er eine Kombination in Schruns, eine Abfahrt in Warth und zum zweiten Mal die Madloch-Abfahrt in Lech. Bei den Österreichischen Meisterschaften 1935 in Zell am See erreichte er den dritten Platz in Abfahrt und Kombination, wobei nur die Kombination als Meisterschaft gewertet wurde.
Ab dem Winter 1935/1936 war Harrer auch als Trainer tätig. Zunächst betreute er die jugoslawische Mannschaft in Vorbereitung auf die Olympischen Winterspiele 1936. Selbst nahm er nun immer seltener an Wettkämpfen teil, trotzdem erreichte er 1936 noch einen zweiten Platz in der Madloch-Abfahrt in Lech und den sechsten Rang in der Arlberg-Kandahar-Abfahrt in St. Anton, ehe ihm 1937 nochmals ein Sieg im Abfahrtslauf von Zell am See gelang. Nach einer schweren Verletzung beim Madlochrennen 1938 nahm er weiter an Wettkämpfen teil, auch nach dem Zweiten Weltkrieg bestritt er noch einige Rennen.
Als Trainer im Ski-Club Arlberg führte Harrer ab den 1940er-Jahren eine Reihe junger Talente an die Weltspitze heran. Eine seiner ersten Schülerinnen war Trude Jochum-Beiser, deren persönlicher Betreuer er längere Zeit blieb. Weitere erfolgreiche Rennläufer wie Othmar Schneider oder Gerhard Nenning wurden ebenfalls von ihm trainiert. Oft war Harrer auch Streckenchef beim Westenpokal in Lech.

## Siege in FIS-Wettkämpfen
- Abfahrt am Golm 1929, 1931 und 1932
- Abfahrt auf der Silvretta 1930 und 1932
- Sprunglauf in Lech 1931
- Abfahrt auf der Schesaplana 1932
- Alpine Kombination in Warth 1932
- Slalom in Warth 1933
- Abfahrt, Slalom und Kombination der Madlochrennen in Lech 1934
- Abfahrt, Slalom und Kombination in Warth 1934
- Alpine Kombination in Schruns 1935
- Madloch-Abfahrt in Lech 1935
- Abfahrt in Warth 1935
- Abfahrt in Zell am See 1937